# 徐积章
徐积章（1906年—1938年），字耀堂，男，山西襄汾人，中华民国军事人物，曾任第二零五旅少将旅长。